# E-TEN
E-TEN (倚天資訊股份有限公司) è stata un'azienda taiwanese, specializzata in dispositivi portatili.
Fondata nel 1985, l'azienda cominciò ad esser nota per il suo input di lingua cinese per i computer basati su DOS.
Nel 1997 l'azienda fece il suo ingresso nel campo dei dispositivi portatili, con l'introduzione di un cercapersone finanziario che cominciò a diventare popolare nella comunità finanziaria del Taiwan.
Nel 2006 E-TEN introdusse il marchio glofiish, composto da modelli di smartphone con sistema operativo Windows Mobile, suddivisi in 4 serie: Serie X (la serie più classica), Serie M (PDA Phone con tastiera a slide), Serie V e Serie DX. I primi modelli di questo marchio furono il X500 ed il M700 con tastiera QWERTY a slide. Il primo modello a supportare reti 3G è l'X800, seguito dal M800, anch'esso dotato di tastiera QWERTY. Nel 2008 furono presentati il DX800, primo apparato Windows Mobile 3G a supportare due sim ed i nuovi modelli V900, X900, e X610.
Nel marzo 2008 Acer annunciò di voler acquistare l'azienda per 290 milioni di dollari, perfezionando tale operazione nel 2009. A seguito di ciò, il marchio E-TEN venne dismesso e sostituito con quello di Acer.

Logo glofiish
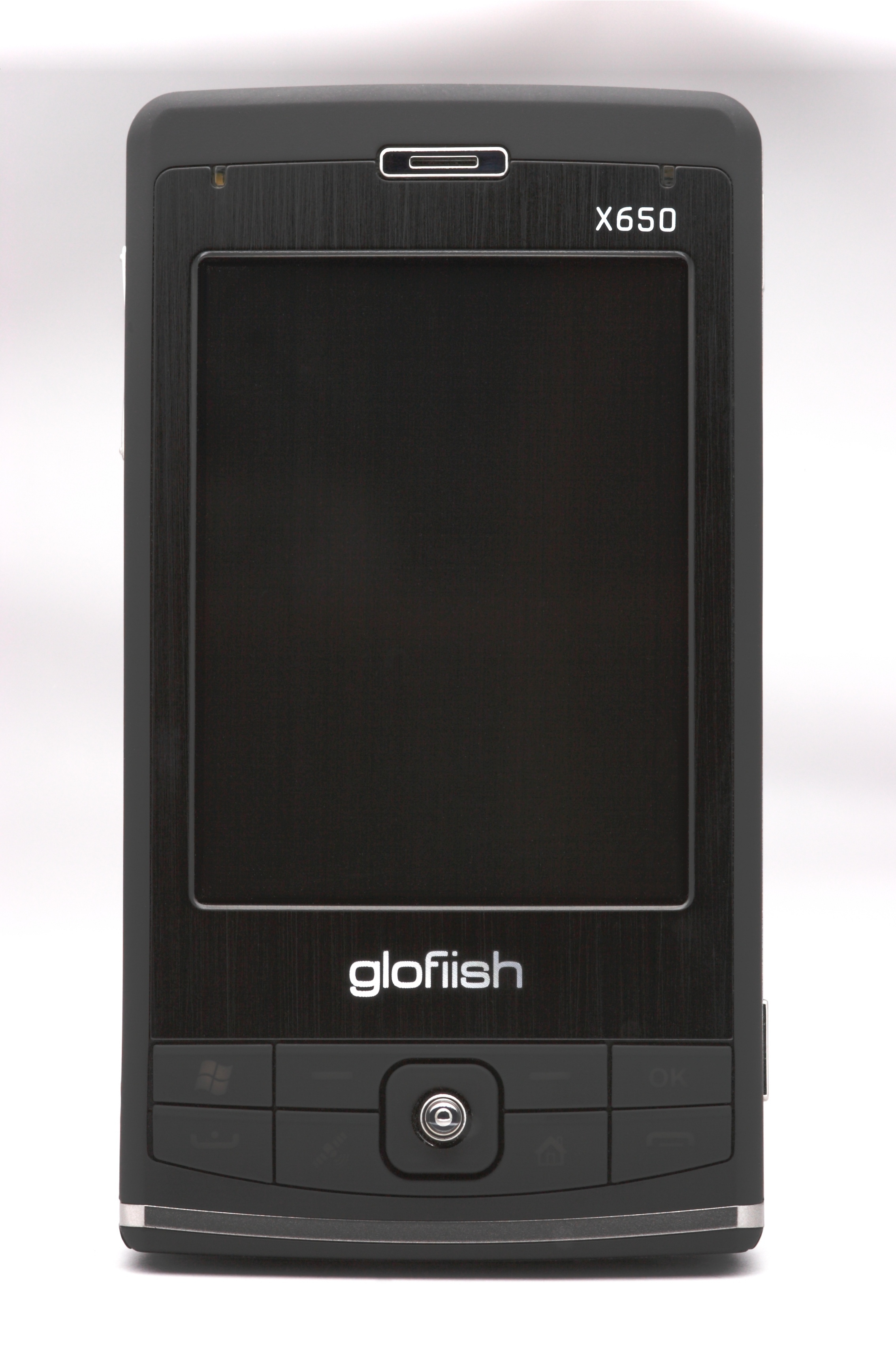
Glofiish X650
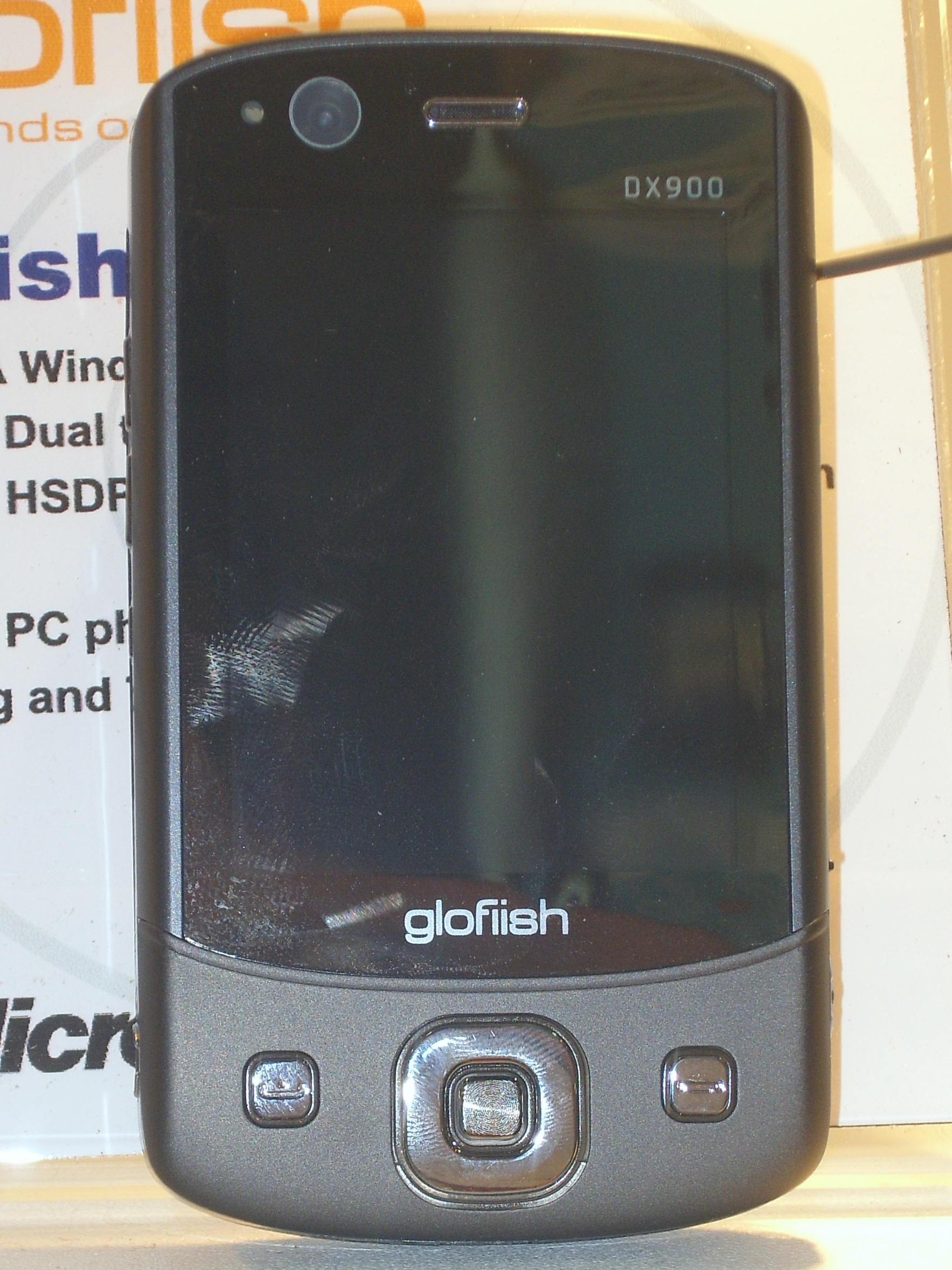
Glofiish DX900